# ألبيرتو بيغون
ألبيرتو بيغون (بالإيطالية: Alberto Bigon)، (بادوفا، 31 أكتوبر 1947)، لاعب كرة قدم إيطالي سابق، ومدرب كرة قدم حالي.
بدأ مسيرته الكروية مع نادي بادوفا في عام 1964، ولعب معهم حتى عام 1966، وفي موسم 1966/1967 انتقل إلى نادي نابولي، وفي عام 1967 لعب مع نادي سبال، ولعب معهم حتى عام 1970، وفي موسم 1970/1971 لعب مع نادي فودجا، وفي عام 1971 انتقل إلى نادي ميلان، ولعب معهم حتى عام 1980، وشارك معهم في 218 مباراة وسجل 56 هدف في الدوري الإيطالي، وفي عام 1980 انتقل إلى نادي لاتسيو، ولعب معهم حتى عام 1982، وفي عام 1982 انتقل إلى نادي فيتشينزا، ولعب معهم حتى عام 1984، واعتزل كرة القدم بعدها.
و في عام 1987 استلم تدريب نادي تشيزينا، ودربهم حتى عام 1989، وفي عام 1989 انتقل إلى تدريب نادي نابولي، ودربهم حتى عام 1991، وفي موسم 1991/1992 درب نادي ليتشي، وفي موسم 1992/1993 درب نادي أودينيزي، وفي موسم 1994/1995 درب نادي أسكولي، وفي موسم 1996/1997 درب نادي سيون السويسري، وفي موسم 1997/1998 درب نادي بيروجيا، وفي موسم 1999/2000 درب نادي أولمبياكوس اليوناني، ومنذ عام 2007 وهو يدرب نادي سيون السويسري.

## روابط خارجية
- ألبيرتو بيغون على موقع قاعدة بيانات كرة القدم.إي يو (الإنجليزية)
- ألبيرتو بيغون على موقع عالم كرة القدم.نت (الإنجليزية)